# Atlantilux
Atlantilux is een geslacht van weekdieren uit de klasse van de Gastropoda (slakken).

## Soorten
- Atlantilux ampla Huang, 2015
- Atlantilux exigua (C. B. Adams, 1845)
- Atlantilux narcisselli Huang, 2015